# Crimen de Novi Ligure
El crimen de Novi Ligure es un caso de doble homicidio acaecido el 21 de febrero de 2001 en Novi Ligure, un municipio de la provincia de Alessandria, en Italia. Erika De Nardo, de dieciséis años, y su entonces novio, Mauro Favaro, conocido como Omar, de diecisiete años, asesinaron de manera premeditada a la contable de 41 años SUsanna Cassini, conocida como Susy, y al menor de once años Gianluca De Nardo, respectivamente, la madre y el hermano de Erika.
Según la acusación, los dos jóvenes también habían planeado asesinar a Francesco De Nardo, el padre de Erika, de 45 años, ingeniero y dirigente de la empresa de dulces Pernigotti, pero desistieron, pues Omar se encontraba cansado tras el doble crimen y se había herido en la mano, por lo que decidió marcharse. El crimen suscitó un gran interés mediático.

## Historia
La dinámica del crimen que fue tenida en cuenta durante el proceso judicial corresponde a la reconstrucción de los hechos que realizó el Departamento de Policía Científica de los Carabineros italianos, que otorgaron una importancia menor a las declaraciones de los culpables del delito que, una vez reconocidos como tales, adoptaron una estrategia de defensa basada en la acusación mutua en la que no entraron en la descripción de los hechos como tal. Concretamente, la versión de Erika, que se basaba en otorgar toda la culpabilidad a Omar, fue tildada de inverosímil, si bien las declaraciones de Omar resultaron ser más coherentes con la reconstrucción objetiva de los hechos. Por ejemplo, se pudo constatar que la herida en la mano de Omar se podía atribuir a un mordisco por parte de Gianluca que se había infectado, como él mismo relató, mientras Erika afirmaba que correspondía a una puñalada accidental. Del mismo modo, el joven demostró un entendimiento mayor y más rápido de la gravedad de los hechos cometidos, si bien minimizó su implicación en los mismos.
Según la reconstrucción de los investigadores, sobre las 19:30 h del 21 de febrero de 2001, Susy Cassini y su hijo, Gianluca De Nardo, regresaron a la casa familiar sita en la calle Don Beniamino Dacatra 12, en el barrio de Lodolino en Novi Ligure. Poco después, en la cocina, Cassini y su hija mayor empezaron a discutir por el bajo rendimiento escolar de la joven, que cursaba el bachillerato científico en el instituto Collegio San Giorgio tras dos años de fracasos en el bachillerato mixto en el Instituto Amaldi, así como por los miedos de la madre porque su hija se estuviera rodeando de malas compañías.
En plena discusión, Erika cogió un cuchillo y le realizó la primera herida a la madre. Inmediatamente, su novio, que hasta entonces se había escondido en el baño de la planta baja y se había puesto unos guantes, acudió para ayudar a la chica, que también se puso los guantes. Uno de los dos le tapó la boca a Susy y, tras eso, empezaron a apuñalarla. En un primer momento, la mujer consiguió zafarse y, en su intento de huida, chocó contra la mesa de la cocina, que se rompió por la violencia del impacto. Los jóvenes se acecharon nuevamente sobre ella y siguieron apuñalándola hasta que se aseguraron de haberla matado. En total, Susy Cassini recibió 40 puñaladas. Omar afirmó que, antes de morir, Susy Cassini le habría pedido a gritos a su hija que la perdonara, suplicándole que no le hiciera nada a su hermano.
Hasta ese momento, Gianluca se encontraba en la planta de arriba, donde se estaba preparando para ducharse, pues acababa de regresar de un partido de baloncesto. Al escuchar barullo, el hermano de Erika bajó al piso inferior, donde contempló impotente y aterrado el asesinato de su madre. Al percatarse de su presencia, la pareja descargó su furia contra él: Gianluca fue abatido contra el suelo a manos de su hermana, como demostraba la salpicadura de sangre del pequeño sobre el cable del teléfono de la cocina, para posteriormente ser acompañado nuevamente a la planta de arriba para intentar calmarlo, movimiento que se demuestra por las gotas de sangre de la víctima que se hallaron en las escaleras.
En el calor del momento, los dos asesinos dejaron huellas de sangre en las escaleras y en las paredes, así como restos hemáticos provenientes de los cuchillos manchados de sangre. Erika empujó a su hermano al interior del baño, diciéndole que quería ayudarle a limpiarse y curarse la herida, si bien Gianluca, presa del pánico, buscó refugio en la habitación de Erika, donde le asestaron varias puñaladas.
Mientras, para evitar que los vecinos escucharan los gritos, Erika subió al máximo el volumen del reproductor de música, dejando así otros restos hemáticos en los botones. Seguramente, el asesinato de Gianluca no entraba en los planes de los dos asesinos, pero su presencia inesperada en la escena del crimen y su reacción cogió por sorpresa a los dos jóvenes, que decidieron matarlo.
Con las pocas fuerzas que le quedaba, Gianluca intentó escapar escondiéndose en el baño, donde fue atrapado por los asesinos. En un primer momento, Erika intentó envenenarlo haciéndole ingerir veneno para ratas, del que se encontraron restos cerca de la bañera, en el descansillo de la planta superior y en las escaleras, para intentar posteriormente ahogarlo en la bañera llena de agua. Ambos intentos fallaron y, mientras Gianluca intentaba defenderse desesperadamente, mordió a Omar en la mano derecha, provocándole una herida sangrante. En ese momento, y llevando encima todavía uno de los dos cuchillos usados para asesinar a Susy, la pareja empezó a atacarlo durante casi un cuarto de hora, hasta que le quitaron la vida con 57 puñaladas.
Tras consumar el crimen, los jóvenes volvieron a la planta baja, donde empezaron a debatir sobre la oportunidad de esperar el regreso del padre de la joven para asesinarlo también a él. Erika se mostró muy insistente en este aspecto, si bien Omar le transmitió que estaba demasiado cansado y la animó a hacerlo ella sola. Tras la conversación, los jóvenes intentaron limpiar la sangre de las diferentes estancias sin mucho éxito, así como de las armas utilizadas para borrar las huellas. Uno de los cuchillos fue tirado al contenedor en una bolsa con un par de guantes, mientras el otro se dejó en el interior de la casa, sobre el suelo de la cocina. A las 20:50 horas, Omar salió de la casa por la puerta principal y se fue con su moto, siendo visto por un transeúnte que, al ver sus pantalones manchados de sangre, decidió informar a los Carabineros al día siguiente.

## La investigación
Sobre las 21:00 horas, Erika, todavía con la ropa ensangrentada, salió de su casa a través de la cochera y empezó a caminar por la calle Dacatra, pidiendo ayuda en voz alta. Cuando llegaron las fuerzas del orden, alertadas por los vecinos, Erika afirmó que dos criminales extracomunitarios, a los que se refirió como "albaneses" y para los que inventó una descripción física, habían entrado en su casa para robar y que la situación se había complicado derivando en el doble homicidio. 
En un primer momento, los investigadores dieron credibilidad a esta versión, siendo publicada por los principales medios de comunicación del país y respaldada por destacados dirigentes políticos, algo que desató una ola de protestas y manifestaciones contra los inmigrantes en toda Italia, incluso en Novi Ligure. Pocas horas después, las fuerzas del orden entraron en casa de Cezar Tellalli, un albanés de diecisiete años al que Erika había acusado de ser uno de los dos responsables del crimen. Tellalli fue trasladado a dependencias policiales para ser interrogado, si bien fue puesto en libertad al contar con una coartada válida. Al día siguiente, Tellalli regresó a comisaría con el amigo que debía confirmar su coartada, lugar en el que se encontró con Erika y Omar, a los que conocía bien por haber sido compañero de clase de infantil de Erika, y compañero de fútbol de Omar. En esa ocasión, conversaron tranquilamente al no saber Cezar que había sido Erika el que lo había acusado, ni saber tampoco que las víctimas del doble homicidio eran sus familiares.
Las inspecciones de los investigadores revelaron que ninguna puerta ni ventana de la casa mostraba señales de haber sido forzada y que ningún objeto de valor había sido sustraído de las principales estancias de la casa. Asimismo, los vecinos declararon que esa noche ninguno de los perros de guardia de la familia De Nardo ladró. Además, las armas con las que las víctimas habían sido asaltadas y asesinadas pertenecían a la familia, al ser dos cuchillos de su cubertería. Asimismo, también generaba muchas dudas el horario en el que se había cometido el crimen, no particularmente tarde, algo bastante insólito para asaltar una casa, así como el hecho de que un robo no consumado pudiera ser el móvil de un hecho tan atroz. Estas cuestiones hicieron que la versión de los hechos ofrecida por Erika perdiera consistencia, empezando a surgir así graves sospechas sobre la implicación de la joven en el crimen. Por otro lado, tras haber triangulado la posición de Omar, se involucró al joven en el caso, que ya había sido puesto en el radar de los investigadores por la declaración del transeúnte que afirmó haberle visto por la calle Dacrata en moto y con los pantalones manchados de sangre la noche del delito.
La tarde del 22 de febrero, los dos jóvenes fueron citados en comisaría, oficialmente como investigados por los hechos. Les dejaron solos en una sala de la comisaría de los Carabineros en Novi Ligure en la que había instalados micrófonos espía y minicámaras escondidas. Sin que los adolescentes lo supieran, los investigadores pudieron escuchar la conversación en la que se hizo evidente su culpabilidad: de hecho, los jóvenes empezaron a hablar del retrato robot que la chica habría tenido que dibujar para la Policía y, en un momento dado, Omar le recriminó haber descrito una cara que se parecía demasiado a él, así como de no haber descrito suficientemente bien a su compañero de clase albanés. Durante la conversación, los jóvenes también debatieron sobre la posibilidad de ser descubiertos, hablando de una hipotética fuga en el caso de que fueran declarados oficialmente sospechosos. Las cámaras grabaron a Erika que, recordando los hechos de esa noche, repitió el gesto de asestar una puñalada, preguntándole a su novio, que la llamaba "asesina" y le hablaba de los riesgos de una condena penal, si se lo había pasado bien asesinando a Susy y Gianluca. Por último, la propia Erika le pidió a Omar de vestirse bien en el funeral de sus víctimas, que se iban a celebrar en los próximos días.
Un día después, el 23 de febrero, sobre las 19:00 horas, la pareja fue puesta definitivamente en disposición judicial y trasladada al centro penitenciario para menores Ferrante Aporti de Turín. Tras descartarse la versión del robo, Erika y Omar empezaron a acusarse mutuamente de lo sucedido y de la responsabilidad del crimen. Tras constatarse el trato hostil de las compañeras de cárcel de Erika, que en su mayoría estaban retenidas por delitos menores, y tras haber descubierto los funcionarios de prisiones que había intentado contactar de manera clandestina con Omar para acordar una versión común de los hechos, la joven fue trasladada a la cárcel para menores Cesare Beccaria de Milán.
En vista de lo contradictorio e incompleto de las versiones de Erika y Omar, la dinámica del crimen tuvo que ser reconstruida a través de las indagaciones de la policía científica de Parma en la escena del crimen: los análisis confirieron a ambos jóvenes una responsabilidad prácticamente simétrica en la ejecución de los homicidios. Investigando el pasado de la pareja, los investigadores descubrieron la existencia de un conflicto latente y complicado entre Erika y su madre, Susy, que estaba profundamente decepcionada por el bajo rendimiento escolar de su hija, así como asustada por las consecuencias de su relación con Omar, pues la pareja tendía a aislarse de los amigos y la señora De Nardo temía que se juntaran con malas compañías e hicieran uso de sustancias estupefacientes. Efectivamente, los investigadores detectaron que, en algunas ocasiones, los jóvenes habían consumido cocaína y cannabinoides cuando estaban juntos, si bien descartaron que fueran toxicómanos, descartando del mismo modo que los hechos se hubieran producido por encontrarse bajo los efectos de estas drogas.

## El juicio
El 14 de diciembre de 2001, Erika de Nardo y Omar Favaro fueron condenados por el tribunal de menores de Turín, bajo la coordinación de la jueza Graciana Calcagno, respectivamente a 16 y 14 años de cárcel. Posteriormente, las condenas fueron ratificadas, primero por el tribunal de apelaciones de Turín, el 30 de mayo de 2002 y, posteriormente, de manera definitiva por la Corte de Casación, el 9 de abril de 2003.
Durante los tres grados de juicio, Erika contó con la defensa de los abogados Mario Boccassi y Cesar Zaccone, mientras Omar contó con el asesoramiento de los abogados Vittorio Gatti y Lorenzo Repetti. La defensa se basó en una presunta enfermedad mental leve de ambos jóvenes, si bien los jóvenes fueron juzgados como capaces de entender y querer. La fiscal Livia Locci había solicitado penas más severas para los jóvenes, 20 años de cárcel para Erika y 16 para Omar.
Según la sentencia, a pesar de la aparente ausencia de un móvil comprensible, la autoría intelectual de los hechos debe atribuirse a Erika, si bien con la progresiva involucración material en el crimen de Omar hizo que la autoría terminara siendo paritaria, con una premeditación del crimen definida como "lúcida y utilitarista" por parte de los jueces.

## Desarrollos posteriores
En mayo de 2006, los medios de comunicación anunciaron una salida temporal de la cárcel de Erika en el marco de un programa de reinserción por el cual disputaría un partido de voleibol amateur. Los medios dieron una cobertura al evento que fue considerada exagerada y fuera de lugar, llamando la atención también de curiosos que se acercaron a ver el partido.
Durante su ingreso en prisión, Erika mantuvo una fluida correspondencia con Mario Gugole, un músico de Verona que, según varios medios, se había convertido en su nieva pareja. El interés de los medios provocó que el joven ofreciera varias entrevistas y participara en diferentes debates televisivos. Gugole falleció en octubre de 2008 en un accidente de coche.
Omar salió de la cárcel el 3 de marzo de 2010, tras casi nueve años de internamiento, gracias a los beneficios penitenciarios del indulto y de la reducción de condena por buena conducta. El joven se estableció en la Toscana y empezó a trabajar como camarero, declarando su deseo de formar una familia con su nueva pareja y de no querer pensar nunca más en Erika, si bien afirmó que no le guardaba ningún rencor.
El 5 de diciembre de [[2011], Erika fue excarcelada, tras haberse licenciado en filosofía en abril de 2009 y afirmando querer rehacer su vida, a la vez que se declaraba nuevamente inocente y culpaba a Omar de la totalidad del crimen. El día después, De Nardo abandonó las instalaciones de la comunidad terapéutica Exodus en Lonato, quedando así totalmente libre. Antonio Mazzi, impulsor de esta comunidad, declaró que la joven había "cambiado" durante su encarcelamiento y que la responsabilidad del crimen se debía al abuso de sustancias estupefacientes, a pesar de que inicialmente se había excluido la posibilidad de que la chica hubiera consumido drogas de manera continuada.
Poco después de su salida de la cárcel, tras conocer a la nueva mujer de su padre, que siempre le fue cercano durante su ingreso en prisión y que afirmó haberla perdonado y querer protegerla de las consecuencias de lo sucedido, Erika se mudó a una casa de propiedad en Lonato y expresó su deseo de ser maestra en una escuela en Madagascar.
En enero de 2013, Erika fue entrevistada por diferentes periódicos, quejándose de sus dificultades para encontrar trabajo cuando la reconocían y la vinculaban al doble homicidio acontecido doce años antes. La entrevista le valió un empleo a tiempo completo y contrato indefinido como administrativa en una empresa de Rieti, algo que alimentó la polémica. Entre septiembre de 2013 y marzo de 2015, la joven trabajó en una tienda de discos e instrumentos musicales en Lonato que, posteriormente, cerró. El negocio era de un músico de la zona que, según los medios de comunicación, era su nueva pareja.

## Influencias en la cultura popular
El hecho inspiró las canciones Cuore di latta, Questa vita, Gonfio così y Venerdì diciassette de Fabri Fibra, así como la canción Gente tranquilla de Subsonica, la canción 300 days to consciousness de Motherstone. También se inspiran en este hecho el espectáculo teatral Le mani forte y la canción Erika e Omar de LowLow y Mostro.
En la canción S.E.N.I.C.A.R. de Marracash se menciona a Omar y Erika, así como en las canciones Il dramma de Truceboys, Hip Hop Bang Bang, Ruff Combo e Spaghetti Western (con la frase aquí todos quieren la estrella del sheriff: apuñalan a la madre y luego acusan a los califas) de Club Dogo, y en Felin' Good de Noyz Narcos. También se les menciona en el single Killer Star de Immanuel Casto.
El número 404 del cómic Alan Ford, titulado Enrika ataca de nuevo también está inspirado por esta historia.